# Fisksätra
Fisksätra är en tätort inom kommundelen Saltsjöbaden/Fisksätra i Nacka kommun. Fisksätra ligger mellan Lännerstasundet och Nackaskogarna och gränsar i öster till Igelboda. Med 7 724 invånare/km² är det Sveriges mest tätbefolkade tätort.

## Historia

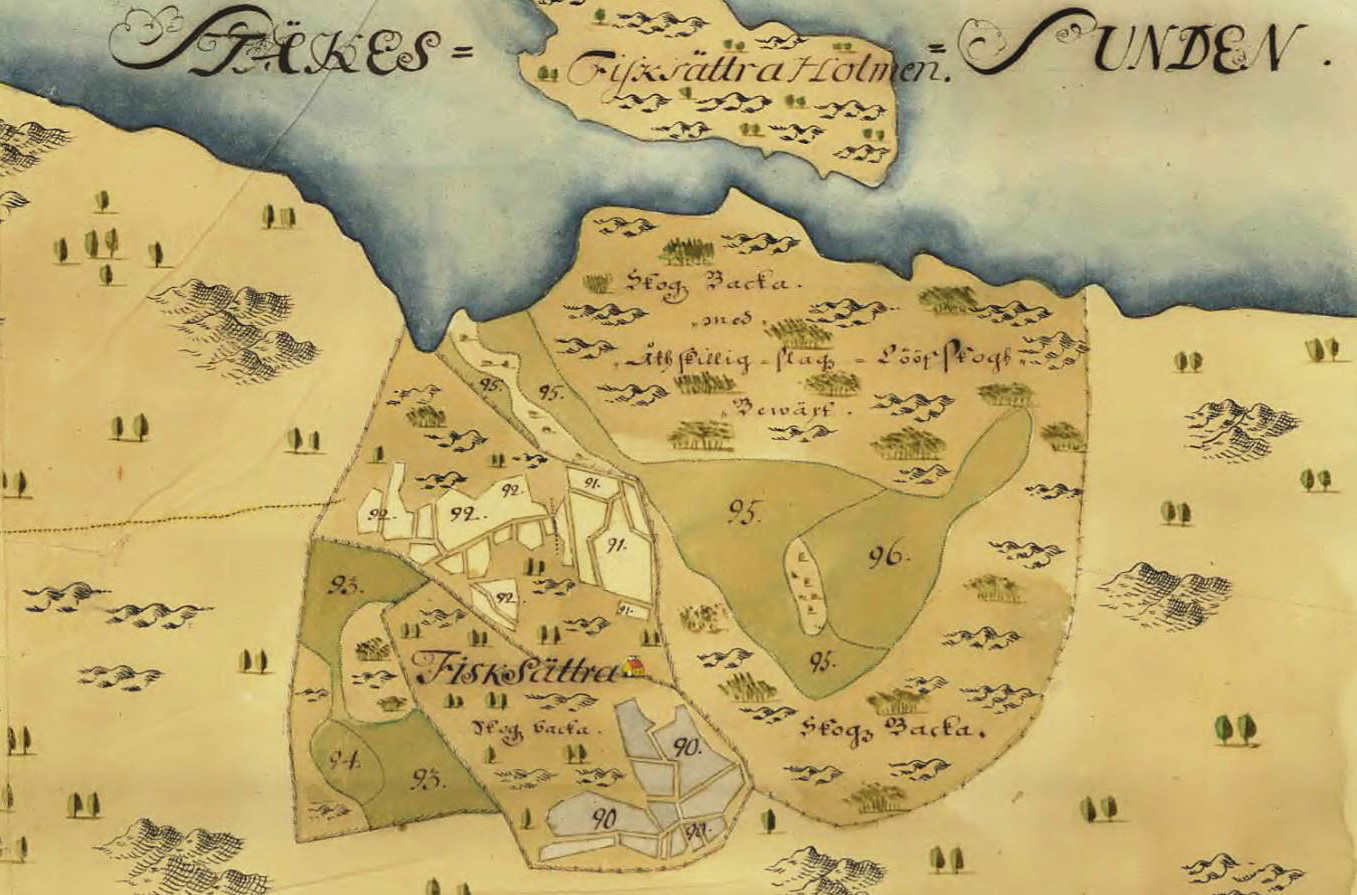
Fisksätra 1722.

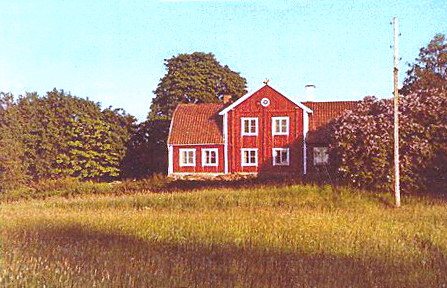
Fisksätra gård 1966.

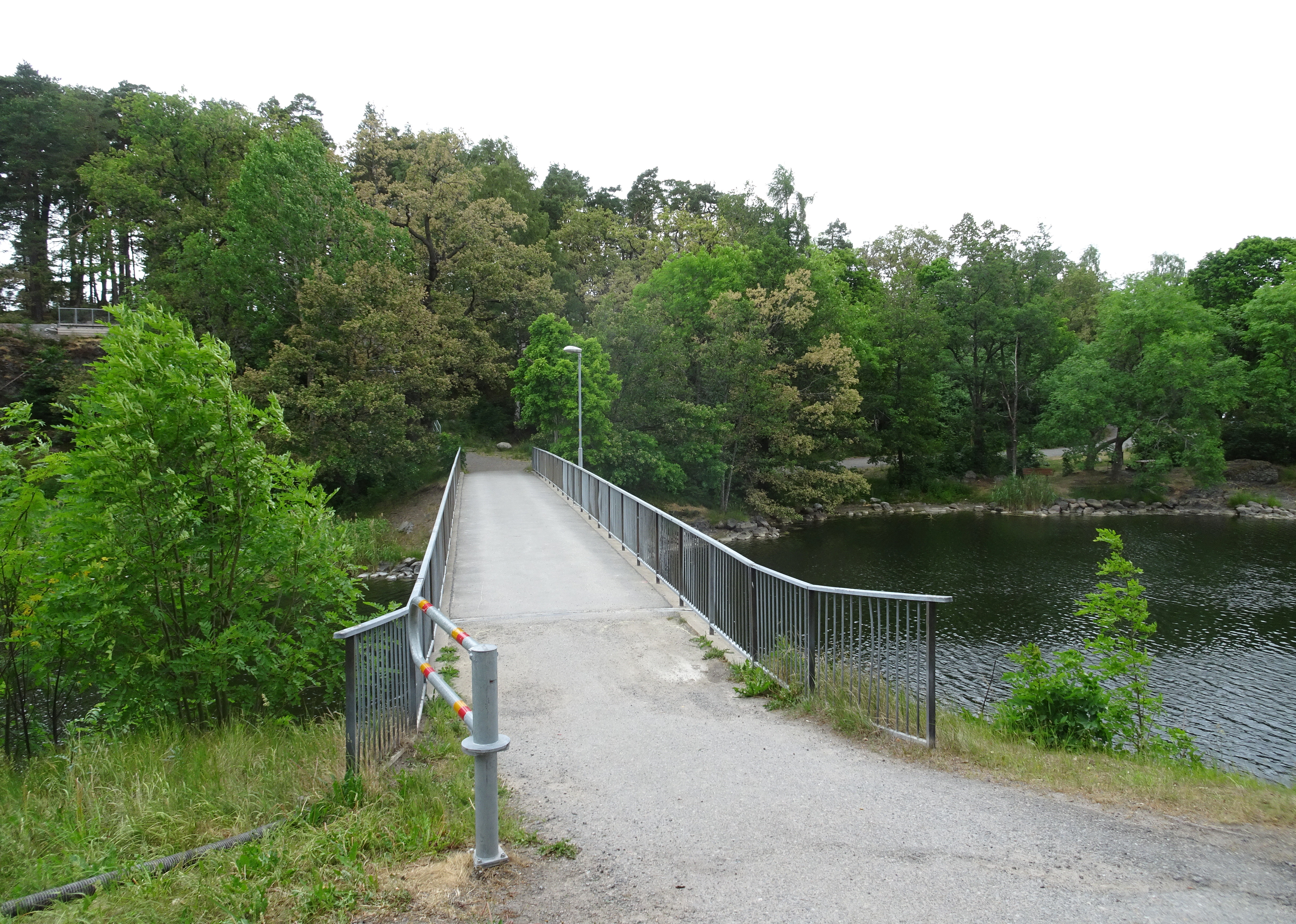
Bron till Fisksätra holme 2018.

Områdets centrala delar där höghusen nu står utgjorde åtminstone från 1562 och framåt en arrendegård under Erstavik, men ortnamnstypen och undersökta förhistoriska gravar talar för vikingatida bruk av platsen. Fisksätra gårds huvudbyggnad från 1720-talet låg ungefär vid nuvarande Harrgatan 15. 1946 sålde innehavaren av Erstaviks fideikommiss Magnus af Petersens 119 hektar i Fisksätra till Nacka kommun för 800 000 kronor. Den gamla gårdsbebyggelsen i Fisksätra revs i slutet av 1960-talet när den nya förorten växte fram.
Höghus uppfördes här mellan 1971 och 1974 inom ramen för Miljonprogrammet. Arkitekter var Tore Forsman, Ulf Snellman och Kjell Rosenberg. Projektets paroll var "Det går att gå". I huvudsak består området av hyreshus med fyra till fem våningar och garage i källarplanet. Gatuplanet är oåtkomligt för bilar. Lägenheterna är stora och ljusa.
1996 övertog Stena Fastigheter AB höghusområdet från det kommunala bostadsbolaget Nackahem. Gårdarna omgestaltades på 1990-talet, men före 2013 skedde ingen yttre renovering. Detta år började Stena Fastigheter renovera balkongerna för samtliga boende samt putsa upp och renovera höghusens fasader.

## Bebyggelse
Kring höghusområdet finns låghusområdena Båthöjden, Fiskarhöjden och Fågelhöjden. Båthöjden stadsplanerades 1969 och byggdes mellan 1970 och 1972. Husen ritades av Lettströms Arkitektkontor. Fördelade inom de 202 husen på höjden finns fem olika modeller av atriumhus som inbördes har olika boyta och olika antal rum. Husen gavs vad man upplevde som en internationell prägel med fasader av vitt fasadtegel och svartmålad panel samt platta tak. Radhusen på Fiskarhöjden byggdes mellan 1973 och 1974 och ritades av Hans Åkerblad, Malin Holmer och Björn Howander.
I Fisksätra finns två småbåtshamnar, Montessoriskola, idrottshall, fotbolls- och basketplan, golfbana och motionsspår. I Fisksätra centrum finns serviceinrättningar som vårdcentral, bibliotek och butiker. I centrum finns även en kyrka. I Fisksätra finns Fisksätra museum och sedan maj 2018 Leksaks- och samlarmuseet som flyttade hit från Söderdepån. Historiearvsmuseet i Nacka som förut fanns i Saltsjö-Pir lades ned våren 2023. Folktandvården flyttade till Saltsjöbaden centrum 2006. I mars 2009 togs Fisksätra Folkets hus i bruk, i ombyggda lokaler i anslutning till Fisksätraskolan.
Fisksätra Folkets hus arrangerar Internationella Festen sedan 1974. En fest med lokala musiker, dansgrupper, aktiviteter för barn, motion m.m.
I Lännerstasundet ligger ön Fisksätra holme med bad- och grillplatser. Holmen nås från fastlandet via en gång- och cykelbro.

## Kommunikationer
Fisksätra har hållplats på Saltsjöbanan. Restiden till Slussen i centrala Stockholm är cirka 25 minuter. Avståndet till Slussen är 11,6 kilometer. En motorväg (Saltsjöbadsleden) slutar i Fisksätra och fortsätter sedan som landsväg ut mot Saltsjöbaden.

### Befolkningsutveckling
| Befolkningsutvecklingen i Fisksätra 1975–2020 | Befolkningsutvecklingen i Fisksätra 1975–2020 | Befolkningsutvecklingen i Fisksätra 1975–2020 | Befolkningsutvecklingen i Fisksätra 1975–2020 | Befolkningsutvecklingen i Fisksätra 1975–2020 |
| --------------------------------------------- | --------------------------------------------- | --------------------------------------------- | --------------------------------------------- | --------------------------------------------- |
|                                               |                                               |                                               |                                               |                                               |
| År                                            |                                               |                                               | Folkmängd                                     | Areal (ha)                                    |
| 1975                                          | 1975                                          |                                               | 6 342                                         |                                               |
| 1980                                          | 1980                                          |                                               | 7 002                                         |                                               |
| 1990                                          | 1990                                          |                                               | 6 936                                         | 100                                           |
| 1995                                          | 1995                                          |                                               | 6 912                                         | 101                                           |
| 2000                                          | 2000                                          |                                               | 7 185                                         | 102                                           |
| 2005                                          | 2005                                          |                                               | 6 864                                         | 102                                           |
| 2010                                          | 2010                                          |                                               | 7 475                                         | 103                                           |
| 2015                                          | 2015                                          |                                               | 8 117                                         | 97                                            |
| 2020                                          | 2020                                          |                                               | 7 943                                         | 103                                           |
| Anm.: Ny tätort 1975                          |                                               |                                               |                                               |                                               |